# Římskokatolická církev v Lichtenštejnsku

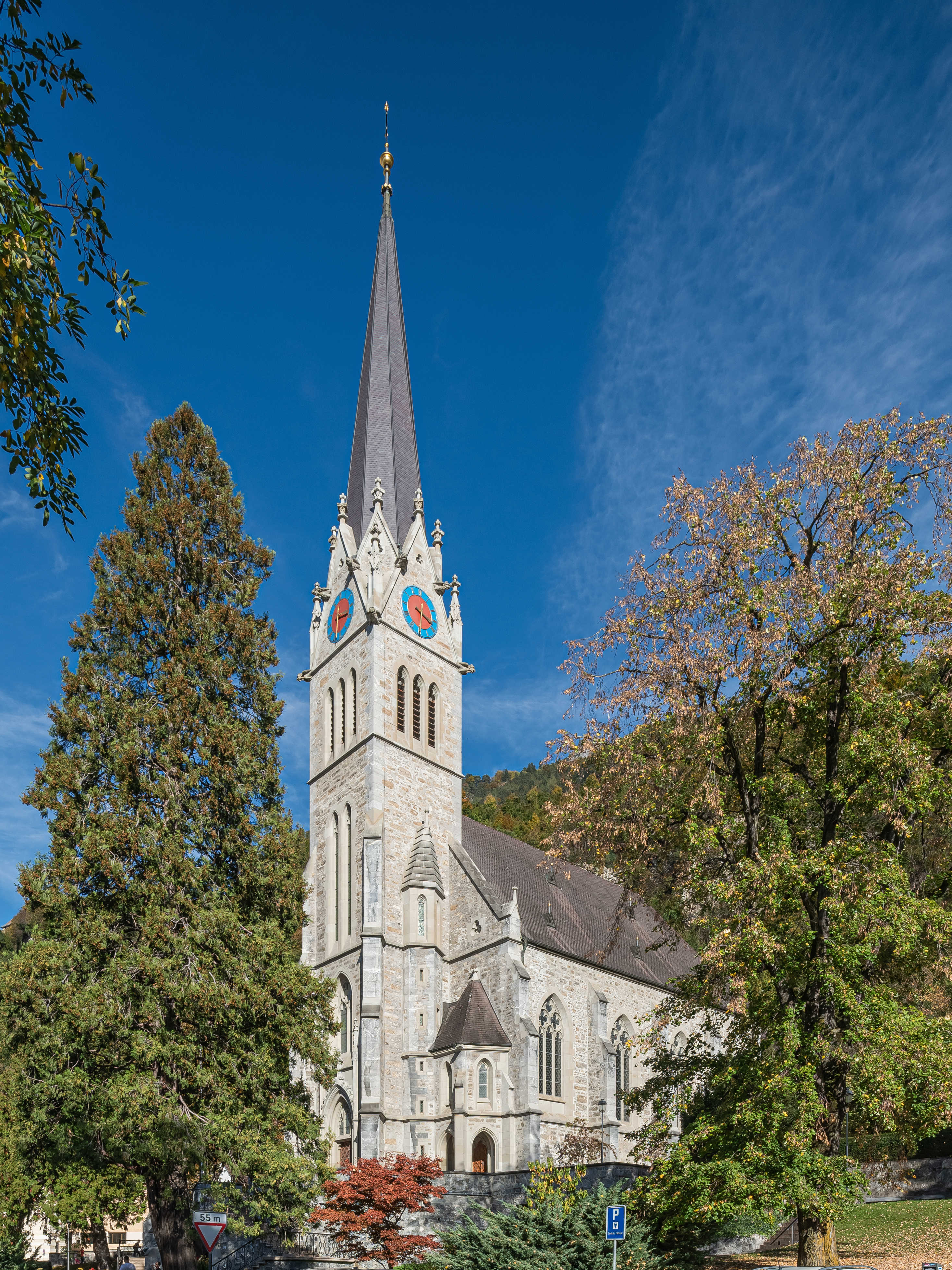
Katedrála svatého Florina ve Vaduzu.

Římskokatolická církev je nejsilnější náboženskou organizací v Lichtenštejnsku. Hlásí se k ní asi 75 % obyvatel. Před 2. prosincem 1997 bylo Lichtenštejnsko součástí churské diecéze, k danému dni pak byla na jeho území vytyčena vaduzská arcidiecéze. Ta je podřízena přímo Svatému stolci – její arcibiskup nezasedá v žádné biskupské konferenci. Katedrálou je kostel svatého Florina v hlavním městě Vaduzu.
Svatý stolec je v Lichtenštejnsku reprezentován apoštolským nunciem. Nunciatura byla zřízena roku 1985 a je personálně spojena se švýcarskou nunciaturou.